# Новодворская, Валерия Ильинична
Вале́рия Ильи́нична Новодво́рская (17 мая 1950, Барановичи, Белорусская ССР, СССР — 12 июля 2014, Москва, Россия) — советский диссидент, российский публицист и политик. Основательница советской и российской оппозиционной праволиберальной партии «Демократический союз», также сооснователь проевропейской партии «Западный выбор».
Автор книг «Над пропастью во лжи», «Мой Карфаген обязан быть разрушен» (курс лекций в РГГУ во время ректорства Юрия Афанасьева), «По ту сторону отчаяния», «Прощание славянки», «Поэты и цари». Публиковалась в изданиях «Грани.ру», «Эхо Москвы», The New Times (где была членом редакционной коллегии наряду с Константином Боровым и Глебом Якуниным) и других.
Награждена Рыцарским крестом Ордена Великого князя Литовского Гядиминаса за защиту интересов Литвы.

## Происхождение
Отец — Илья Борисович Бурштын (23 февраля 1923 — 1 марта 2016) — инженер, окончил радиофизический факультет МЭИ, во время Великой Отечественной войны был связистом, воевал на Третьем Белорусском фронте и дошёл до Кёнигсберга; к окончанию войны — инженер-капитан. После войны возглавлял отдел электроники в Московском научно-исследовательском институте и участвовал в создании систем противовоздушной обороны.
Мать — Нина Фёдоровна Новодворская (29 марта 1928 — 20 июля 2017) — врач-педиатр, заведовала поликлиниками, потом находилась на руководящей работе в Московском департаменте здравоохранения.
Дед по материнской линии — Фёдор Новодворский был столбовым дворянином, потомком купцов Усатиных.
По утверждению Валерии Новодворской, её предок, Михаил Новодворский, был воеводой в Дерпте в XVI веке. По её словам, когда он узнал о том, что князь Андрей Курбский увёл своё войско в Литву так, чтобы литовцы могли его разбить, Михаил Новодворский хотел отговорить его от измены, однако Курбский не стал его слушать. Тогда Михаил вызвал его на дуэль, на которой погиб. Публицистом Еленой Чудиновой данная версия ставится под сомнение.
Ещё один из предков, по словам Валерии Новодворской, был мальтийским рыцарем и служил Польше. Приезжал с посольством от короля Сигизмунда III в Русское царство в Смутное время просить корону для королевича Владислава IV.
Родители отца Валерии Новодворской, Борис (Борух) Моисеевич Бурштын (1889—1973) и Софья (Соня) Яковлевна Бурштын (1888—1960), переехали в советскую Россию из Варшавы в 1918 году.
Когда родители развелись в 1967 году, Валерии Новодворской было 17 лет, она по настоянию отца осталась жить с матерью, но поддерживала добрые отношения с отцом.
Фамилию матери носила, поскольку, как отмечал Бурштын, из-за «дела врачей-отравителей» и дела Еврейского антифашистского комитета «непопулярны были еврейские фамилии». Себя Новодворская считала русской.

## Биография

### Ранние годы
Родилась 17 мая 1950 года в городе Барановичи Белорусской ССР, когда, по словам Новодворской, родители были на каникулах[чьих?] у её дедушки с бабушкой. В детстве страдала астмой и лечилась в санаториях. Валерия Новодворская, по её словам, воспитывалась бабушкой в «индивидуалистическом духе», а читать Валерия научилась в 5 лет.
В 9 лет переехала в Москву. В 1968 году окончила среднюю школу с серебряной медалью. Затем училась в Московском институте иностранных языков имени Мориса Тореза (французское отделение) по специальности «переводчик и педагог».
В 1969 году организовала подпольную студенческую группу (около 10 человек), в которой обсуждалась необходимость свержения коммунистического режима путём вооружённого восстания.

### Диссидентство
Будучи ещё молодой девушкой, Валерия узнала о существовании ГУЛАГа, процессе Синявского и Даниэля и вводе войск Варшавского договора в Чехословакию, что развило в ней неприятие советской власти.
5 декабря 1969 года на праздничном вечере, посвящённом Дню Конституции СССР в Кремлёвском дворце съездов, перед премьерой оперы Вано Мурадели «Октябрь» (1961) Новодворская разбросала рукописные листовки с антисоветским стихотворением собственного сочинения.
По материалам дела прокуратурой была составлена следующая справка (опубликованная только в 1999 году):712:

16 марта 1970

Новодворская В. И. (1950 года рождения, еврейка, член ВЛКСМ, образование среднее, студентка института иностранных языков им. Тореза, г. Москва)

С 1969 года писала стихи и прозу антисоветского содержания, показывала их знакомым; «в стихотворении „Свобода“, которое Новодворская посвятила стрелявшему в машину с космонавтами, она выразила солидарность и свою готовность к повторению такого рода преступлений». В декабре 1969 года в Кремлёвском зале представлений разбросала в партере большое количество листовок.

Ф. 8131. Оп. 36. Д. 3711

Новодворскую задержали и поместили в одиночную камеру Лефортовской тюрьмы. Когда её там навестил глава диагностического отделения Института судебной медицины им. Сербского полковник КГБ Даниил Лунц, она заявила ему о том, что он «инквизитор, садист и коллаборационист, сотрудничающий с гестапо».
Впоследствии сама Новодворская написала: «потом я узнала, что, если бы не моё поведение на Лубянке, дело бы передали в комсомольскую институтскую организацию».
Летом 1970 года Новодворскую этапировали в Казань. С июня 1970 по февраль 1972 года находилась на принудительном лечении в специальной психиатрической больнице в Казани с диагнозом «вялотекущая шизофрения, параноидальное развитие личности». Новодворская вышла на свободу в феврале 1972 года и сразу занялась тиражированием и распространением самиздата. С 1973 по 1975 год работала педагогом в детском санатории, а также воспитательницей детского сада и библиотекарем.
С 1975 по 1990 год — переводчица медицинской литературы 2-го Московского медицинского института.
В 1977 году окончила вечерний факультет иностранных языков Московского областного педагогического института имени Н. К. Крупской, поступив на него по подложным документам («Можно написать отдельный детектив о том, как я ухитрилась, подобно Джеймсу Бонду, поставить обманом печать в нашем головном учреждении, а за профорга и парторга попросту расписалась сама. Документы, следовательно, были подложные»).
С 1977 по 1978 год предпринимала попытки создать подпольную политическую партию для борьбы с КПСС. 28 октября 1978 года стала одним из учредителей «Свободного межпрофессионального объединения трудящихся» (СМОТ). Подвергалась неоднократным и систематическим преследованиям властей: помещалась в психиатрические больницы (психиатрическая больница № 15, Москва), систематически вызывалась на допросы по делам членов СМОТ, у неё на квартире проводились обыски.
С 1984 по 1986 год она была близка к пацифистской группе «Доверие».
8 мая 1988 года стала одной из участниц создания первой оппозиционной партии в СССР «Демократический союз». С 1988 года регулярно выступала в нелегальной газете московской организации ДС «Свободное слово», а в 1990 году одноимённое издательство газеты выпустило сборник её статей.
Новодворская была организатором ряда несанкционированных митингов, за участие в которых с 1987 года по май 1991 года подвергалась задержаниям и административным арестам 17 раз. В сентябре 1990 года, после публикации в газете «Свободное слово» статьи под заголовком «Хайль, Горбачёв!» и выступлений на митингах, где она разрывала портреты Михаила Горбачёва, Новодворская была обвинена в публичном оскорблении чести и достоинства президента СССР и в оскорблении государственного флага. В мае 1991 года Новодворская и член ДС Владимир Данилов были арестованы КГБ и помещены в Лефортовский СИЗО по обвинению в призывах к свержению государственного строя СССР. Сразу после августовских событий 1991 года они были освобождены.

### Участие в политике после распада СССР

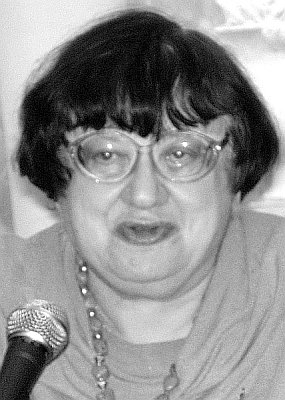
Валерия Новодворская

В конце 1992 года Новодворская и часть членов ДС создали организацию «Демократический союз России» (ДСР).
В 1992 году президент Грузии Звиад Гамсахурдия предоставил Новодворской грузинское гражданство (одновременно назначив её своим советником по правам человека). Новодворская выехала в Грузию с грузом листовок, где несколько раз была арестована и избита. Впоследствии Новодворская вспоминала:

Сравнив грузинские кошмары (злобная, дикая диктатура без еды, без права, без горячей воды, без транспорта) с российской действительностью, я впервые испытала почти нежность по отношению к Ельцину и впервые ощутила, что у меня есть Дом и что его сравнительным покоем и благополучием, не говоря уже о градусе свободы, стоит дорожить. Увидев Грузию, я усомнилась в целесообразности всеобщего вооружения народа и поняла, что не всякая гражданская активность — благо. И законопослушание иногда хорошая вещь! А в гражданской войне есть свои минусы.

В сентябре 1993 года после издания указа президента Бориса Ельцина о роспуске Съезда народных депутатов и Верховного Совета РФ была одной из первых, кто поддержал этот указ. Организовывала митинги в поддержку президента. После штурма здания Верховного Совета войсками, верными Ельцину, Новодворская, в честь его победы над Съездом и парламентом, пила шампанское и угощала на улице прохожих.
В октябре 1993 года участвовала в учредительном съезде блока «Выбор России». Собиралась баллотироваться в Иванове, но не смогла собрать необходимое число подписей.
19 марта 1994 года Краснопресненская прокуратура начала проверку деятельности Новодворской по статьям 71 и 74 УК РСФСР (пропаганда гражданской войны и разжигание межнациональной розни) из-за ряда статей, опубликованных в газете «Новый взгляд».
В июне 1994 года участвовала в учредительном съезде партии «Демократический выбор России».

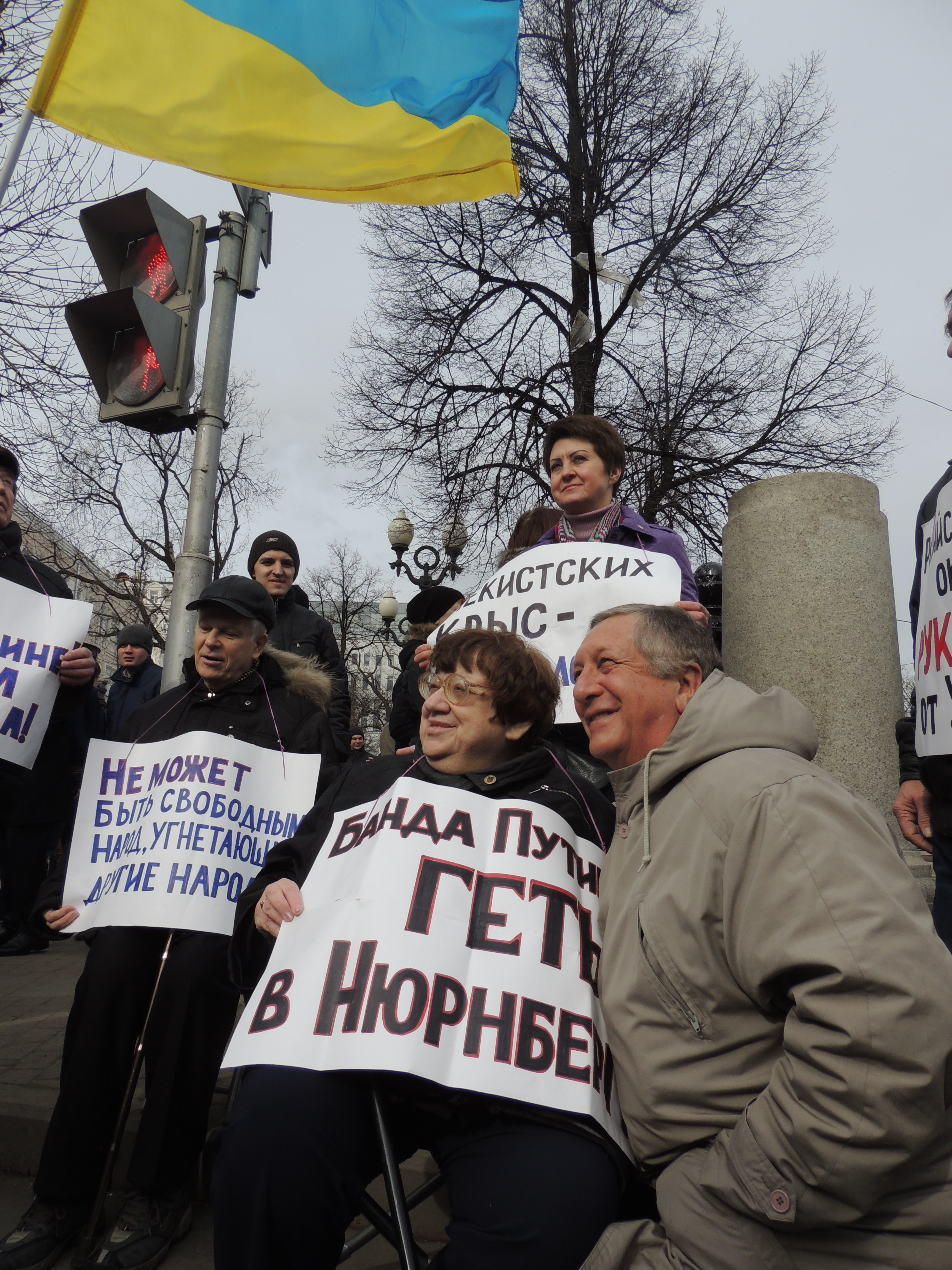
Валерия Новодворская и Константин Боровой на антивоенном марше в Москве 15 марта 2014, Страстной бульвар

В декабре 1995 года на выборах в Государственную думу 2-го созыва Новодворская вошла в избирательный список Партии экономической свободы. Кроме этого, Новодворская зарегистрировалась в одномандатном округе № 192 Москвы, но выборы проиграла и в Государственной думе 2-го созыва (1995—1999) была помощником депутата Константина Борового:45.
10 апреля 1996 года Валерии Новодворской было предъявлено очередное обвинение по статье 74-й, части 1-й (умышленные действия, направленные на разжигание межнациональной розни). Перед выборами президента РФ поддерживала кандидатуру Григория Явлинского. После первого тура выборов, вместе с «Демократическим союзом» России, предложила лидеру «Яблока» «немедленно и без всяких условий отдать голоса своих сторонников Борису Ельцину».
22 октября 1996 года Московский городской суд отправил на доследование дело № 229120 в отношении Валерии Новодворской. Прокуратура Северо-Западного округа Москвы прекратила уголовное дело «за отсутствием состава преступления» в начале июня 1997 года.
После прихода к власти Владимира Путина приняла участие в митинге в защиту телеканала НТВ в марте 2001 года. 23 февраля 2005 года приняла участие в митинге, приуроченном к 61-й годовщине депортации чеченцев и ингушей, который состоялся у Соловецкого камня на Лубянской площади.
В 2003 году участвовала в выборах в Государственную думу в качестве самовыдвиженца от избирательного округа № 196 (Медведковский), призывая голосовать также за «Союз правых сил». Управа района Бибирево отказывала Новодворской в аренде какого-нибудь муниципального помещения для организации её избирательного штаба. Набрала 14 827 (5,67 %) голосов, заняв 4-е место.
16 февраля 2008 года за защиту интересов Литвы награждена Рыцарским крестом Ордена Великого князя Литовского Гядиминаса.
В конце августа 2008 года на время отлучена от эфира радиостанции «Эхо Москвы» за слова о Шамиле Басаеве, которые главный редактор радиостанции Алексей Венедиктов посчитал оправданием терроризма. Чуть позднее, когда в своём блоге Валерия Новодворская назвала Басаева «нелюдью», этот вопрос был исчерпан.
В феврале 2010 года вместе с Андреем Илларионовым, Константином Боровым и Владимиром Буковским посетила Грузию, встретилась с президентом Михаилом Саакашвили и выразила ему и выбранному Грузией пути свою поддержку.
В марте 2010 года подписала обращение российской оппозиции «Путин должен уйти». В мае того же года Новодворская вместе с Боровым посетила Эстонию, где встретилась с президентом Эстонии Тоомасом Ильвесом, эстонским диссидентом и депутатом городского собрания Тарту Энном Тарто, бывшим политзаключённым и членом парламента Эстонии Мартом Никлусом, бывшим Министром внутренних дел Эстонии Лагле Парек и директором Музея оккупаций в Таллине Хейки Ахоненом. Новодворская в Эстонии прочитала несколько лекций.
9 октябре 2010 года выступила на первом митинге коалиции «За Россию без произвола и коррупции».
С 2011 года совместно с Боровым выпускала видеоролики с комментариями текущей политической ситуации.
4 февраля 2012 года Новодворская и Боровой провели митинг «За честные выборы и демократию». Основным требованиям протестной акции были: освобождение политзаключённых, отмена итогов выборов в Государственную думу и отмена президентских выборов. Митинг был организован в противовес к состоявшемуся в тот же день митингу «За честные выборы» на Болотной площади. Новодворская заявила, что не собирается объединяться с фашистами и коммунистами. В 2013 году совместно с Константином Боровым приступила к созданию партии «Западный выбор».

### Болезнь, смерть и похороны
12 июля 2014 года была госпитализирована в реанимацию отделения гнойной хирургии московской ГКБ № 13, где, как сообщил ряд СМИ, скончалась на 65-м году жизни от флегмоны левой стопы, осложнённой сепсисом. Как рассказали близкие, травму на левой ноге она получила полугодом ранее и пыталась вылечить её самостоятельно. По сообщениям, смерть наступила от инфекционно-токсического шока.
Соболезнования родным и близким в связи с кончиной Валерии Новодворской выразили Президент Российской Федерации Владимир Путин, Председатель Правительства Российской Федерации Дмитрий Медведев, Президент Украины Пётр Порошенко, экс-президент СССР Михаил Горбачёв, экс-президент Грузии Михаил Саакашвили, экс-министр финансов Российской Федерации Алексей Кудрин, а также Меджлис крымскотатарского народа.
16 июля тысячи людей пришли проститься с Валерией Новодворской в Сахаровском центре Москвы. С надгробными речами выступили Юрий Рыжов, Олег Сысуев, Борис Немцов, Юлий Рыбаков, Мариэтта Чудакова, Сергей Алексашенко, Зоя Светова, Евгения Альбац, Владимир Лукин, Ирина Лесневская, Ольга Романова, Алексей Венедиктов и другие. По просьбе собравшихся телеграммы Владимира Путина и Алексея Кудрина зачитывать не стали, но была зачитана телеграмма Михаила Горбачёва. Гроб с телом Валерии Новодворской провожали скандированием «Герои не умирают», «Россия будет свободной». Затем состоялось отпевание в Николо-Архангельском крематории, которое провели Глеб Якунин, Роман Южаков и Роман Зайцев из неканонической Апостольской православной церкви, а также Яков Кротов из неканонической Украинской автокефальной православной церкви (обновлённой). Прах Валерии Новодворской захоронен на Донском кладбище (17-й колумбарий, 27-я секция). В тот же день в Харькове на площади Поэзии около 40 человек почтили память Валерии Новодворской, также панихида состоялась в Киеве.

### Семья и личная жизнь
Новодворская жила в одной квартире с матерью. Снимали дачу в Кратове.
Новодворская не вышла замуж и не завела семью, так как, по её словам, «КГБ такой возможности лишил ещё в 1969 году». «Человек, который обрекает себя на борьбу с КГБ, не может отвечать за детей, не может поручиться за их судьбу. Он их делает заложниками… Мать в одном лагере, отец в другом. Что должен был бы делать в этой ситуации ребёнок? По-моему, полная безответственность». Также она утверждала, что никогда не влюблялась.
В 1990 году крестилась. Выступала с резкой критикой Русской православной церкви. В последние годы была прихожанкой священника Украинской автокефальной православной церкви (обновлённой) Якова Кротова.
Увлечения: плавание, фантастика, театр, кошки. Свободно владела английским и французским языками, а также древнегреческим и латынью. Читала на немецком, итальянском, понимала белорусский и украинский языки.

## Взгляды

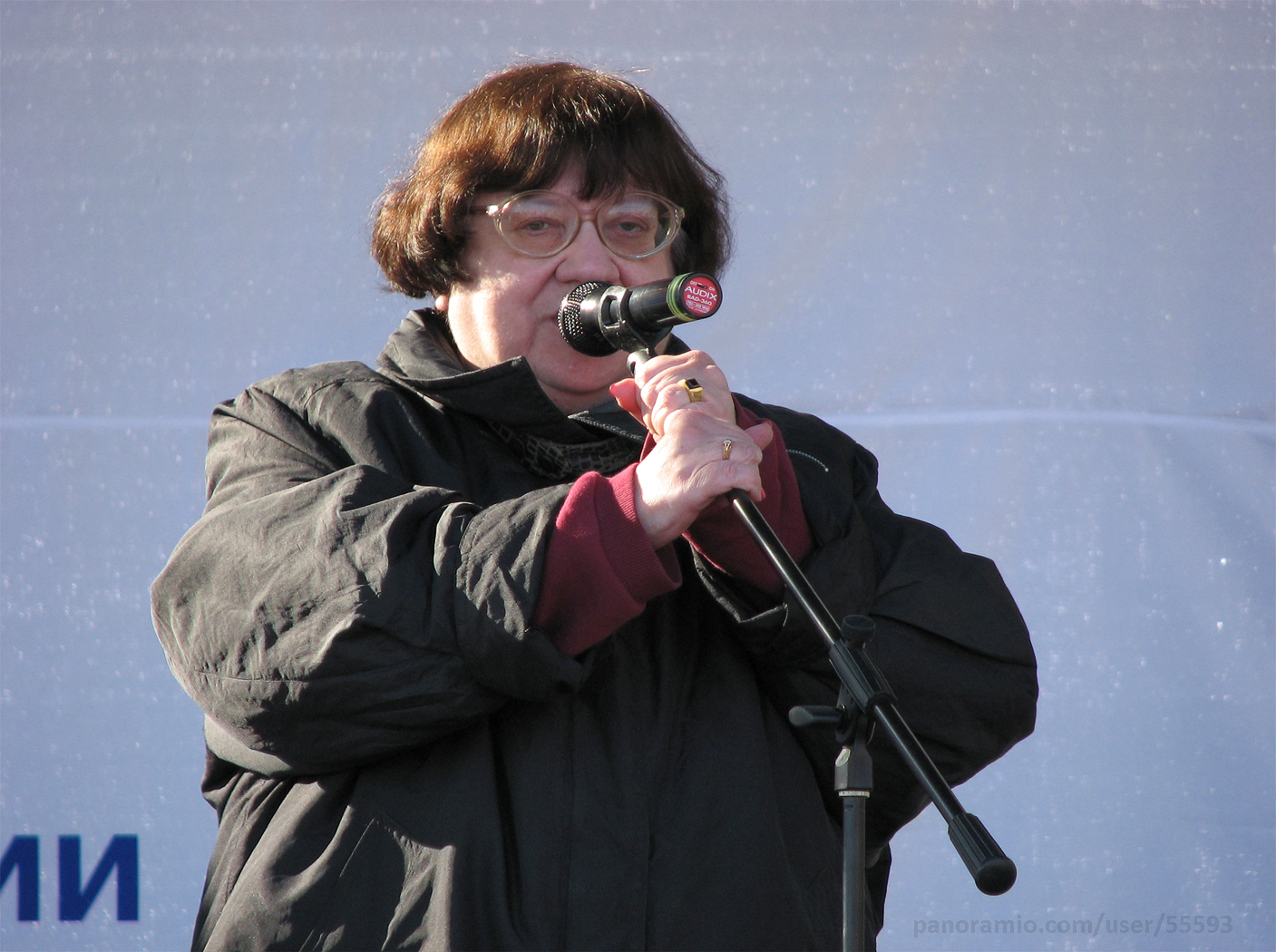
Выступление Валерии Новодворской, 2010 год

Новодворская всю жизнь придерживалась либеральных взглядов. Выступала последовательным противником коммунизма и фашизма. С юного возраста была убеждена, что как только КПСС прекратит «насиловать» народ, то «они немедленно с радостью, с восторгом начнут пользоваться свободами и правами и начнут строить капитализм». Кроме того, она выступала за бойкот Летних Олимпийских игр 2008 года в коммунистическом Китае, поясняя, что демократические государства не имеют права поддерживать тоталитарную страну. Во многом её взгляды были близки к либертарианским, хотя она называла программу либертарианской партии несерьёзной и, если кто-то попробует её всерьёз реализовать, даже опасной.
При этом Новодворская скептически относилась к концепции прав человека:

 За последние 7 лет человечество утратило с нашей помощью такой золотой эталон, как фундаментальный критерий «прав человека». Оказалось, что человек далеко не универсален и что права — не ваучер, их нельзя раздавать всем поголовно. Я лично никогда и не тешила себя такой погремушкой. Я взрослый человек. Я всегда знала, что приличные люди должны иметь права, а неприличные (вроде Крючкова, Хомейни или Ким Ир Сена) — не должны. Право — понятие элитарное. Так что или ты тварь дрожащая, или ты право имеешь. Одно из двух.
...Мне начхать на права мусульманских фанатиков. Невзоров, умница, первый додумался до корня проблемы. Есть «наши» — и есть «не наши». И каждый по части прав человека стоит за своих. Большего и требовать нельзя...
... Апартеид — нормальная вещь. ЮАР еще увидит, какой строй будет установлен коренным большинством, развлекающимся поджогами, убийствами, насилием. Мало не покажется... Гражданские права существуют для людей просвещенных, сытых, благовоспитанных и уравновешенных. в зоне все откровеннее... Жалкие, несостоятельные в духовном плане, трусливые спят у параши и никаких прав не имеют. Если таким давать права, понизится общий уровень человечества. Так что апартеид — это правда, а какие-то всеобщие права человека — ложь. Русские в Эстонии и Латвии доказали своим нытьем, своей лингвистической бездарностью, своей тягой назад в СССР, своим пристрастием к красным флагам, что их нельзя с правами пускать в европейскую цивилизацию. Их положили у параши и правильно сделали...
...Я лично правами человека накушалась досыта. Некогда и мы, и ЦРУ, и США использовали эту идею как таран для уничтожения коммунистического режима и развала СССР. Эта идея отслужила свое и хватит врать про права человека и про правозащитников. А то как бы не срубить сук, на котором мы все сидим.
— Не отдадим наше право налево! // Новый взгляд, №33, 28.08.1993
Считала Михаила Ходорковского узником совести.

### Современные российские власти
Радио Свобода отмечало, что Новодворская постоянно выступала с критикой политической системы, выстроенной в России Владимиром Путиным. Новодворская считала, что политический режим в России практически не менялся всю её жизнь, менялись лишь люди, возглавлявшие режим. По её мнению, лишь с начала президентства Бориса Ельцина и до начала Первой чеченской войны предпринимались попытки изменения режима, но они не принесли результата.
Польский журналист Гжегож Слюбовский отмечал, что в конце 2007 года Новодворская заявила, что ситуация в этом году ей напоминает Италию накануне прихода Бенито Муссолини к власти и что в России существует популизм, фашизм и вождизм.

### Вооружённые конфликты с участием российских военных
Новодворская выступала за предоставление независимости Чечне, выступала против ввода в Чечню российской армии во время Чеченских войн. Во время войны в Грузии в 2008 году Новодворская выступала на стороне Грузии.

### Российские проправительственные СМИ
Осуждала журналистов, работающих на российские правительственные СМИ, но сожалела, если они гибли. В июне 2014 года, на просьбу прокомментировать гибель российских журналистов на Украине, Новодворская сказала следующее:

Их никто не старался специально убить. Стреляли не по журналистам, стреляли по врагам, по «колорадам». Они стояли среди них, они не кричали: «Не стреляйте, мы журналисты!»<…> Тот, кто ведёт репортажи с фронта, должен быть готов к подобному финалу. Никто не пляшет на их могиле. <…> Никто не хотел их убивать. Я не буду делать вид, что проливаю о них слёзы. Это были очень плохие люди. Но это не значит, что их надо было убивать. Жаль, что погибли.

### Евромайданивойнамежду Россией и Украиной (2013—2014)

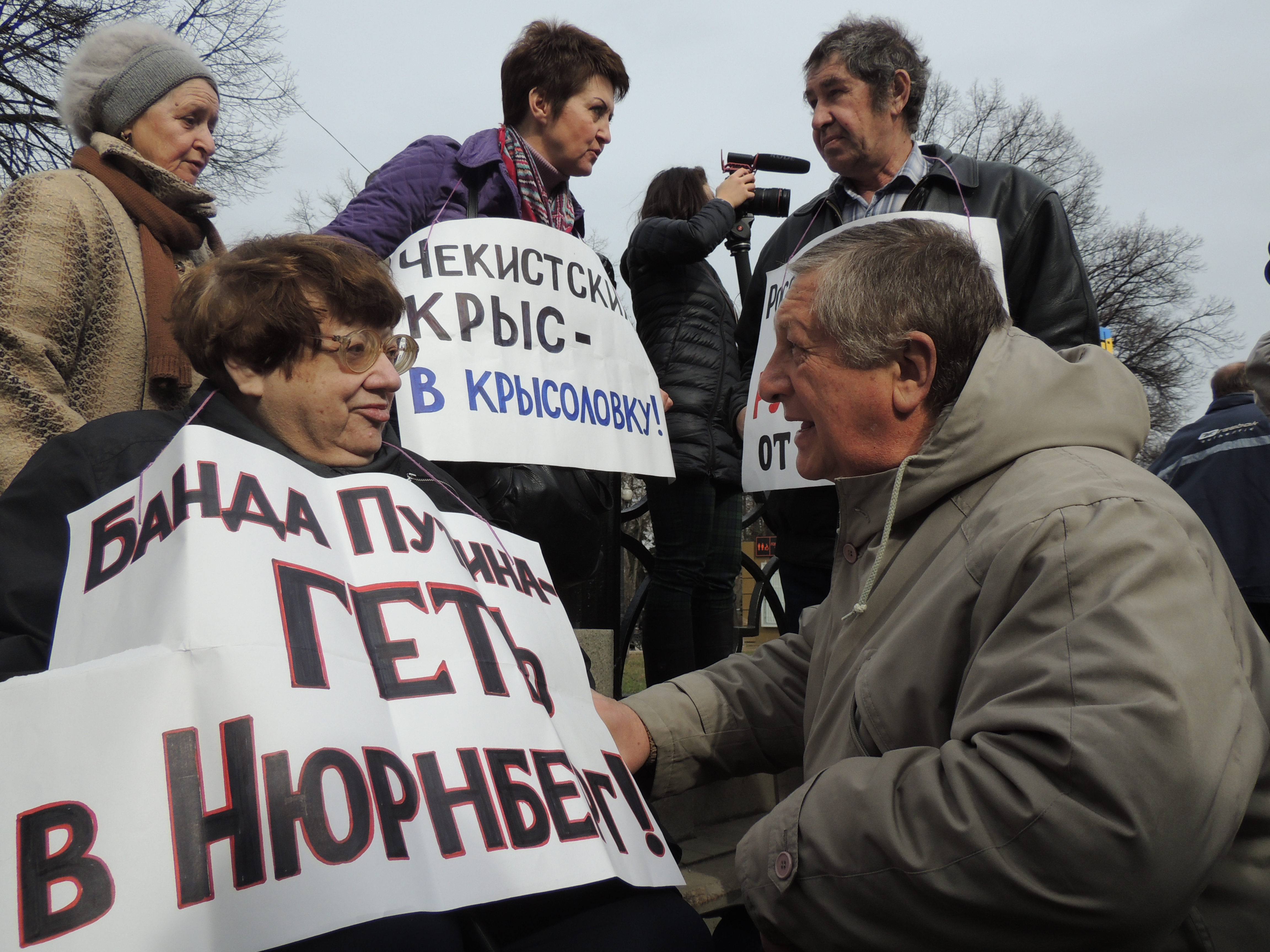
Валерия Новодворская и Константин Боровой на «Марше мира» 15 марта 2014 года

Новодворская поддерживала Евромайдан и курс Украины на вступление в Европейский союз.
15 марта 2014 года приняла участие в «Марше мира» в Москве против вооружённого вмешательства российских властей во внутренние дела Украины. В. Новодворская вышла с плакатом «Банда Путина — геть в Нюрнберг!».
17 марта 2014 года она выпустила видеообращение, адресованное лидеру «Правого сектора» Дмитрию Ярошу, в котором поддержала использование оружия против сотрудников правоохранительных органов во время Евромайдана.
18 марта 2014 года в заявлении ЦКС «Демократический союз» Новодворская подвергла резкой критике Россию за её внешнюю политику по отношению к Украине. ДС не признал проходивший референдум в Крыму и последовавшую за ним аннексию полуострова. По мнению Новодворской, крымчане совершили предательство по отношению к Украине. Также Валерия Новодворская заявила о начале войны между Россией и Украиной, и в этом противостоянии выступила на стороне Украины.
В апреле 2014 года Новодворская заявила о принятии воинской присяги на верность новому правительству Украины. Использование понятия «бандеровцы» применительно к общественно-политической ситуации на Украине считала некорректным.

### История России
Февральскую революцию Валерия Новодворская называла нормальной демократической буржуазной революцией. Она напоминала, что патриотизм в понимании большевиков — это поражение своего государства в Первой мировой войне, что в итоге привело к Брестскому миру. Новодворская называла Октябрьскую революцию катастрофой, переворотом, остановкой в развитии и началом тоталитаризма. Новодворская считала, что если бы не Октябрьская революция, то Россия была бы конституционной монархией.
В. И. Ленина Новодворская называла талантливым монстром. Новодворская отрицательно относилась к СССР и выступала за уничтожение всего, что напоминает о советской эпохе. В частности, предлагала убрать из Мавзолея тело Владимира Ленина, снести здание органов госбезопасности на Лубянке.
И. В. Сталина и Адольфа Гитлера Новодворская считала виновными в развязывании Второй мировой войны. Также она отрицательно относилась к Мюнхенскому соглашению. Новодворская заявила литовской газете Lietuvos žinios: «вклад Советского Союза в победу незначителен, так как, подписывая пакты с фашистами, он сам эту войну и вызвал»; а праздник «День Победы», отмечаемый 9 мая, Новодворская называла «выдуманным Сталиным», так как фактически капитуляция Германии была подписана 7 мая 1945 года и вступила в силу 8 мая.
В мае 2011 года в своём видеообращении Новодворская заявила, что главнокомандующий Русской освободительной армии Андрей Власов был повешен ни за что, и Запад должен был за него заступиться.

## Оценки

### Положительные
Некоторые российские либералы называли Новодворскую «бабушкой российской демократии» и «вечным оппозиционером». Борис Немцов называл Новодворскую «человеком чистым и светлым, наивной и доверчивой». Константин Боровой говорил, что она обладала пророческим даром, так как многое из того, что произошло, она предсказала заранее. Боровой охарактеризовал В. Новодворскую как принципиальную и бескомпромиссную.
Владимир Рыжков воспринимал Новодворскую как продолжательницу традиций Чаадаева, Белинского и Герцена, которые критиковали русскую действительность. Ирина Хакамада назвала Валерию Новодворскую великой женщиной, романтиком, тонким и образованным человеком с душой ребёнка. Николай Сванидзе охарактеризовал В. Новодворскую как бессребреника, человека имевшего мужество, храбрость, нежность и доверчивость. Сванидзе сказал, что она была бескомпромиссна в вопросах чести. Нателла Болтянская назвала её интересным человеком.
Журналист Леонид Радзиховский уверен в безупречности репутации Новодворской. Он же её называет «диссидентом среди диссидентов», потому что, по его мнению, Новодворская «озвучивает публично то, что другие говорят в кулуарах».
Бывший министр иностранных дел непризнанной Чеченской Республики Ичкерия Ильяс Ахмадов вспоминал: «Зимой 1998 года чеченское телевидение пригласило Шамиля на круглый стол в Москву, организованный еженедельником „Новое время“. Он попросил меня заменить его, и я согласился, полагая, что это будет интересный опыт, дававший тому, кто когда-то был политологом, возможность освежить свои навыки. Это было интересное событие, где я встретил Валерию Новодворскую, известного диссидента и оппозиционного интеллектуала. Чечено-российские отношения были горячей темой и шли оживленные дискуссии. После того, как я выступил, Новодворская подбежала ко мне, крепко обняла и сказала, что она была рада наконец-то услышать речь настоящего чеченца».
Президент Freedom House Дэвид Крамер отметил: «Это правда, Новодворскую не принимали в Вашингтоне так, как принимали Сахарова или Щаранского. Но люди, которые давали ей такую оценку, не смогли увидеть большой картины — она всегда выступала против режима в защиту прав и свобод человека в своей стране, несмотря на аресты, принудительное психиатрическое лечение и постоянные преследования Она была настоящим героем, на которого многие из нас равнялись. Она никогда не отступала от своих идеалов и принципов и не предавала их, несмотря на цену, которую ей приходилось за это платить». Также он указал: «Новодворская не была близким соратником сегодняшних лидеров либеральной оппозиции в России. Сама оппозиция, к несчастью, представляет собой незначительное меньшинство в обществе, и потеря Новодворской для них большой урон. Её будет не хватать».
Бывшая американская журналист и правозащитник Кэтрин Энн Фитцпатрик вспоминала, что её «единственный настоящий арест в СССР случился в квартире Леры, где она проводила семинары по демократии и правам человека», когда в 1989 году Фитцпатрик приезжала по заданию ОБСЕ с группой неправительственных организаций в СССР с целью узнать «можно ли провести в Москве большую конференцию». Фитцпатрик считает, что поскольку Новодворская была представителем левого крыла либерального движения и была самым «резким» диссидентом по сравнению с другими диссидентами, то «её держали в стороне», считая белой вороной. Фитцпатрик обозначает Новодворскую как «диссидент среди диссидентов». Фитцпатрик высоко оценивала выступления Новодворской в видеоблоге и даже предложила своей дочери в качестве учебного пособия для изучения русского языка, поскольку считает, что «это — пример чистого, интеллигентного, умного русского языка, не говоря уже о политическом и нравственном содержании». Фитцпатрик отмечала, что на Западе Новодворскую считали «очень неудобной» фигурой: «Конечно, она не была ни в каком „чёрном списке“, но с ней было очень неудобно общаться — она говорила правду в лицо всем, без оглядки на ранги и позиции. Вгоняла в краску дипломатов своей критикой их слабой позиции в отстаивании принципов свободы в других странах. Конечно, она была неудобной».
Старший политический аналитик Комиссии США по международной религиозной свободе Кэтрин Косман, не являясь близкой знакомой Новодворской, впервые встретив её в 1969 году, вспоминала: «Она была пассионарием, глубоко преданной своим принципам, в частности, правам человека и праву наций на самоопределение — и она была последовательна в своих убеждениях с 19 лет, когда она вела демонстрации против советского вторжения в Чехословакию, до последних дней, когда она выступила против аннексии Крыма и интервенции в Украину. Практически всю её жизнь взгляды Новодворской представляли полную противоположность взглядам тех, кто правил в стране, она была важнейшей и эффективной частью политического прогресса в России».

### Отрицательные
Политик, экономист Сергей Жаворонков оценивал Валерию Новодворскую ещё при её жизни как «профессионального политического неудачника», указывая, что она проиграла все попытки выборов в органы власти, а также «развалила Демократический союз, одну из первых демократических организаций, <…> доведя его численность до нескольких человек, а большинство своих соратников обвинила в работе на КГБ, ничем не доказав это голословное утверждение».
Главный редактор газеты «Комсомольская правда» Владимир Сунгоркин вскоре после кончины Новодворской отмечал:

Новодворскую не стоит рисовать только в таких красках, в которых мы сегодня её почему-то рисуем: правозащитница, великий человек, мыслитель и так далее. Она действительно наговорила столько всего против России, против русского народа, столько людоедских заявлений в своей жизни сделала, что промолчать об этом тоже как-то странно. <…> До последнего вздоха Валерия Ильинична Новодворская люто ненавидела русский народ и Россию.
Журналист Максим Шевченко заявлял: «Она так долго хвалила Америку, призывала Запад, призывала к войне. Она везде по всем вопросам выступала против интересов России. Она оскорбляла русский народ… Политически она дискредитировала оппозиционное движение своим чрезмерно экстравагантным поведением и превращением политических дискуссий в некую клоунаду, в некий такой цирк… Жириновский, Новодворская, Митрофанов — это, знаете, были такие персонажи, которые были специально рассчитаны на дискредитацию любого серьёзного политического разговора».
Член Петербургского городского комитета Коммунистической партии Российской Федерации психолог и публицист Алексей Богачев и сотрудник пресс-службы ЦК КПРФ, помощник депутата Государственной Думы Российской Федерации А. В. Багарякова журналист Алексей Брагин называли Новодворскую русофобом.
Писатель и публицист Елена Чудинова считала, что при всей искренности Новодворской, «единственным движущим ею чувством была ненависть, давно уже переведённая с коммунизма на Россию. Она жила этой ненавистью, ненависть пожирала её».
Писатель и политик Эдуард Лимонов считал, что Новодворская «ненавидела, или делала вид, что ненавидит (ну чтобы придать себе пикантную интересность) российский народ. Высказывала мнение, что, мол, хорошо бы, чтобы Россию завоевали Соединённые Штаты. Своеобразное тщеславие заставляло её всякий раз занимать самую дикую позицию». «Если представить, что существовала и существует в стране после её смерти либеральная высшая школа ненависти, этакий специализированный вуз, то её бессменным директором и гуру была несомненно недавно ушедшая Новодворская. Её сентенции о российском народе ни в какие европейские ворота не лезут, её высказывания, которыми она отравляла российское общество, — это, по сути, социальный расизм».
Глава комитета Государственной думы по труду и социальной политике Андрей Исаев считал, что Новодворская «придерживалась последовательной антироссийской политики и в период социализма, и в нынешний период».
Писатель и журналист В. О. Авченко характеризовал Новодворскую следующим образом: «Человек-лозунг, человек, сжигающий сам себя. Всё затмевающий фанатизм. <…> Побудитель Новодворской — ненависть. Пафос разрушения. Это тот тип, для которого нет ничего святого. Ничего незыблемого, ничего непреходящего, ничего, на что нельзя было бы покуситься. Человек без корней, утверждающий нигилизм, созидатель разрушения».
Философ и политолог А. Г. Дугин писал: «Не думаю, что Новодворская была нравственной. Она была идеологически последовательной. Она ненавидела Россию — от всей души, жёстко и абсолютно. <…> Это была ужасная личность, но масштаб её ненависти, её концентрация, её дерзость были выдающимися. По сравнению с Новодворской практически все либералы ничтожества. Ничтожна даже их ненависть, по сравнению с её»:325.
Политик, публицист Б. Л. Вишневский считал: «будь я товарищем Зюгановым — все без исключения статьи Новодворской перепечатывались бы в „Правде“ на первой полосе и направлялись бы для обязательного тиражирования в местной коммунистической прессе. С указанием: сочинение одной из самых известных публицисток демократического лагеря напечатано в такой-то демократической газете. Читайте, думайте: вот что они сделают с нами, если смогут. Вот что они думают о вас — народе. Вот какими методами „огня и железа“ они собираются строить в стране капитализм».

## Влияние
По мнению противников Валерии Новодворской, она не обладала большим влиянием на политическую жизнь в России. Идеи Новодворской в той или иной мере повлияли на: депутата Госдумы Илью Пономарёва, члена Совета по правам человека при президенте РФ Наталью Евдокимову, журналиста Аркадия Малера, географа Бориса Родомана, эстонского общественного деятеля Евгения Криштафовича.
В 1998 году Новодворская и Константин Боровой снялись в качестве камео в фильме Анатолия Эйрамджана «Примадонна Мэри». Дизайнерское судно петербургского художника Тиграна Малхасяна носит имя «Валерия Новодворская».
В 2013 году Новодворская получила премию «ПолитПросвет» в специальной номинации «За верность принципам». В июле 2014 года гражданский активист Дмитрий Калинин обратился в администрацию Екатеринбурга с предложением назвать одну из новых улиц города в честь Новодворской.
Экономист И. В. Стариков назвал её книгу лучшим учебником русской литературы серебряного века:

Сегодня идет много споров о том, как увековечить память Новодворской. Да очень просто — добиться того, чтобы Министерство образования РФ выпустило «Поэты и Цари», как прекрасное пособие для людей, поступающих в литературные вузы. Тем более, что эта книга уже проверена на деле. Дочь одного из моих приятелей поступала на филологический факультет. Зашёл разговор об учебниках. Я посоветовал: «Пусть прочитает „Поэты и Цари“ Валерии Новодворской». Оказался прав. Ребёнок блестяще сдал экзамен, и поступил.

## Награды
- Рыцарский крест Ордена Великого князя Литовского Гядиминаса (2008), приуроченный ко Дню восстановления литовского государства[120].

## Память
- 20 мая 2016 года в городе Луцке (Волынская область, Украина) именем Валерии Новодворской названа улица. Ранее улица носила имя Ванды Василевской[121][122].
- 13 апреля 2023 года берлинская студия «Narra» и кооператив независимых журналистов «Берег» выпустили документальный фильм Игоря Садреева «Белое пальто» — первую биографию Новодворской. Премьера картины состоялась на YouTube-канале издания «Медуза»[123][124].

### О Валерии Новодворской
- Биография Валерии Новодворской на сайте общества Мемориал
- Валерия Новодворская отвечает на вопросы
- Подборка интервью с Валерией Новодворской на радио «Эхо Москвы» (архивная копия)
- Интервью Валерии Новодворской Независимой газете 29 марта 2001 г.
- «Взгляд из тюремной камеры». Интервью Валерии Новодворской. «Огонек». 1990. № 40
- Документальный фильм «Белое пальто» (рус.) на YouTube, 2023 г.

### Видеоканалы, на которых выступала Валерия Новодворская
- xcoredump
- Konst Bor
- borovonovodvo
- exchagehistory
- Konstantin Borovoi

### Публикации Валерии Новодворской в СМИ
- Валерия Новодворская на сайте «Грани.ru»
- Блог Валерии Новодворской на сайте «Эхо Москвы»
- Постоянная колонка Валерии Новодворской в журнале «The New Times»
- Колонки Валерии Новодворской в газете «Новый взгляд»